# Reumtengrün
Reumtengrün (vogtländisch: Reimtngrie) ist eine der vier Ortschaften der Stadt Auerbach/Vogtl. Die Gemeinde Reumtengrün mit den Ortsteilen Unterreumtengrün und Richardshöhe wurde am 1. Januar 1994 nach Rebesgrün eingemeindet. Durch die Eingliederung der Gemeinde Rebesgrün in die Stadt Auerbach/Vogtl. wurden Rebesgrün und Reumtengrün am 1. Januar 2003 Ortschaften der Stadt Auerbach/Vogtl. mit jeweils eigenem Ortschaftsrat.

## Geografische Lage

### Lage
Reumtengrün liegt im Tal der Treba, einem Zufluss der Trieb. Direkt nördlich schließt sich im Tal der Treba der Ortsteil Unterreumtengrün an. Östlich von Reumtengrün befindet sich in Richtung Auerbach/Vogtl. der Ortsteil Richardshöhe, in dessen unmittelbarer Nähe der Haltepunkt Auerbach (Vogtl) Hp der von der Vogtlandbahn betriebenen Bahnstrecke Herlasgrün–Oelsnitz liegt.
Reumtengrün befindet sich im Westen der Stadt Auerbach/Vogtl. im Osten des Naturraumes Vogtland und im sächsischen Teil des historischen Vogtlands.

### Nachbarorte
| Schreiersgrün   | Eich                                        | Rebesgrün       |
| Unterlauterbach | Kompassrose, die auf Nachbargemeinden zeigt | Auerbach/Vogtl. |
|                 | Dorfstadt                                   | Ellefeld        |

## Geschichte

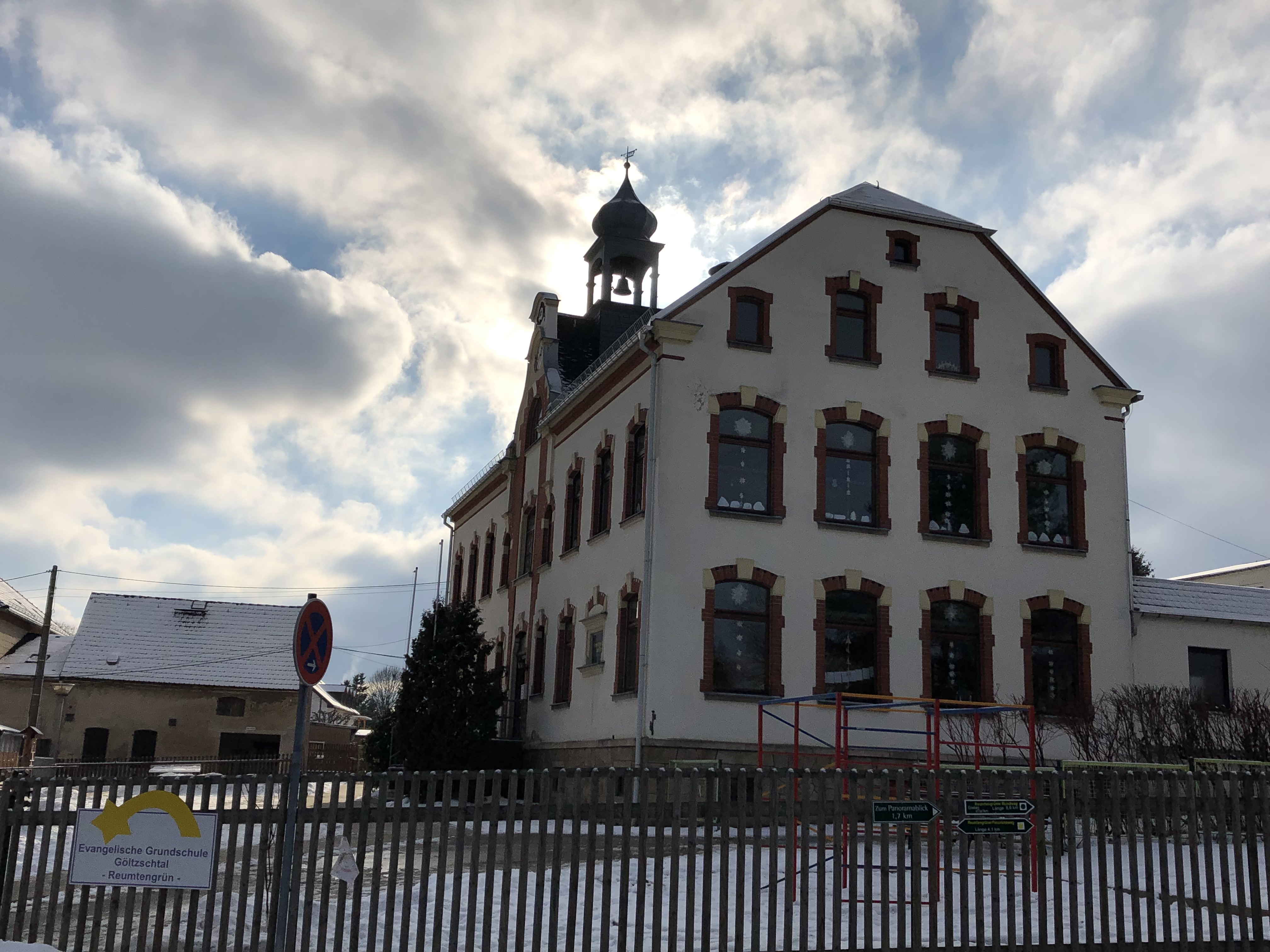
Evangelische Grundschule Reumtengrün (2019)

Das Waldhufendorf Reumtengrün wurde vermutlich in der Mitte des 12. Jahrhunderts durch deutsche Bauern aus dem fränkischen Raum besiedelt. In einer im Jahr 1362 erstellten Urkunde von Heinrich VII. dem Jüngeren, Vogt von Plauen wurde der Ort als „Reymbotengrune“ erwähnt. Der Ortsname geht auf den Namen „Reymbot“ zurück. Die Grundherrschaft über Reumtengrün lag um 1583 anteilig bei den Rittergütern Falkenstein und Auerbach. Im Jahr 1764 lag sie anteilig bei den sieben Rittergütern Oberlauterbach, Rützengrün, Falkenstein oberen Teils, Ellefeld, Dorfstadt, Auerbach oberen Teils und Mühlberg.
Reumtengrün gehörte bis ins 16. Jahrhundert zur Herrschaft Auerbach und danach bis 1856 zum kursächsischen bzw. späteren königlich-sächsischen Amt Plauen. 1856 wurde der Ort dem Gerichtsamt Auerbach und 1875 der Amtshauptmannschaft Auerbach angegliedert. Schulgebäude wurden in Reumtengrün in den Jahren 1837, 1863 und 1905 errichtet. Zwischen 2010 und 2013 ging die Grundschule Reumtengrün von staatlicher in private Trägerschaft über.
Durch die zweite Kreisreform in der DDR kam die Gemeinde Reumtengrün im Jahr 1952 zum Kreis Auerbach im Bezirk Chemnitz (1953 in Bezirk Karl-Marx-Stadt umbenannt), der 1990 als sächsischer Landkreis Auerbach fortgeführt wurde und 1996 im Vogtlandkreis aufging. Am 1. Januar 1994 wurde die Gemeinde Reumtengrün nach Rebesgrün eingemeindet. Mit der Eingemeindung der Gemeinde Rebesgrün in die Große Kreisstadt Auerbach/Vogtl. wurden Reumtengrün und Rebesgrün am 1. Januar 2003 jeweils eigenständige Ortschaften mit eigenem Ortschaftsrat.

### Einwohnerstatistik
1557 lebten in Reumtengrün 13 besessene Mann und 6 Inwohner; 1764 waren es 25 besessene Mann und 3 Häusler.
| Jahr          | 1834 | 1871 | 1890 | 1910  | 1925  | 1939  | 1950  | 1964  | 1990 |
| ------------- | ---- | ---- | ---- | ----- | ----- | ----- | ----- | ----- | ---- |
| Einwohnerzahl | 284  | 531  | 710  | 1.370 | 1.405 | 1.338 | 1.372 | 1.168 | 8    |

1834 lebte ein Katholik im Ort; 1925 lebten 1.372 Lutheraner, 8 Katholiken und 31 andersgläubige in Reumtengrün. 1910 war der Ort unter den 69 Kommunen der Amtshauptmannschaft Auerbach auf Rang 24 der Einwohnerstatistik.

## Öffentlicher Nahverkehr
Der Ort ist mit der vertakteten RufBus-Linie 15 des Verkehrsverbunds Vogtland an Auerbach und Falkenstein angebunden.

## Persönlichkeiten
- Gerhard Baumgärtel (1931–1997), Politiker (CDU) und Minister für Bauwesen und Wohnungswirtschaft der DDR
- Gert-Dietmar Klause (* 1945), Skilangläufer